# Georg Karl Hirsche
Georg Karl Hirsche (* 19. April 1816 in Braunschweig; † 23. Juli 1892 in Hamburg) war ein deutscher lutherischer Theologe und Pädagoge.

## Leben
Der Sohn eines Bäckers erwarb sich an den Gymnasien seiner Heimatstadt die Vorbildung, um 1833 an der Universität Göttingen ein Studium der Theologie beginnen zu können. Im Sommer 1836 wechselte er an die Universität Berlin, absolvierte am 4. November 1836 das erste Examen und am 7. August 1840 in Wolfenbüttel das theologische Hauptexamen. Hirsche, zwischenzeitlich Lehrer einer Knabenpension in Montauban, absolvierte am 5. November 1840 das höhere Schulamtsexamen und war ab Oktober 1841 als Lehrer an der Bürgerschule in Holzminden tätig. Am 13. Oktober 1846 wurde er in das Pfarramt an der St. Katharinenkirche in Osnabrück gewählt, das er jedoch erst im Sommer 1848 antreten konnte, weil die königliche Bestätigung so lange ausblieb.
1855 kehrte er nach Wolfenbüttel zurück, wo er Direktor des Schullehrerseminars wurde und sich dabei hohe Anerkennung erwarb. Am 31. Januar 1858 wurde er zum Geistlichen Rat am herzoglichen Konsistorium ernannt. Am 15. Februar 1863 wurde Hirsche zum Hauptpastor an der St. Nikolaikirche in Hamburg gewählt; dieses Amt trat er im Juli 1863 an. Er wurde 1871 Mitglied der Hamburger Oberschulbehörde und am 8. Oktober 1879 zum Senior des geistlichen Ministeriums in Hamburg gewählt. Damit war er zum höchsten evangelischen Vertreter der freien Hansestadt geworden. 1872 wurde er in die Hamburger Freimaurerloge Emanuel aufgenommen, 1881 ernannte ihn die Universität Gießen zum Ehrendoktor der Theologie.
Hirsche hatte sich vor allem mit seinen Arbeiten über Thomas von Kempen hervorgetan, wobei er sich ein Augenleiden zugezogen hatte und fast vollständig erblindete. Darum legte er am 1. Januar 1892 alle seine Ämter nieder und verstarb noch im gleichen Jahr an einem Herzinfarkt. Nachdem Hirsche seine Arbeit in den zwei Bänden der Prolegomena zu einer neuen Ausgabe der Imitatio Christi nach dem Autograph des Thomas von Kempen herausgegeben hatte, wurde ein dritter druckfertiger Band von Carl Bertheau 1894 herausgegeben.